# Płoska (rzeka w Polsce)
Płoska – rzeka w województwie podlaskim, lewy dopływ Supraśli o długości 32,21 km, powierzchni dorzecza 216 km² i średnim przepływie 0,92 m³/s.
Górna nazwa odcinkowa Płoski (od źródła do ujścia Strugi Bobrownickiej, w bagnach między wsią Bobrowa, Łukjany, Tatarowce) to Bakinówka. Wypływa na wschód od Folwarków Wielkich.
Przepływa przez Zajmę, Przechody, Królowy Most, Kołodno, Rozalin i Półtoraczkę. W okolicach Krzemiennego wpada do Supraśli. Średnia szerokość rzeki wynosi 2-5 m, a średnia głębokość: 0,5 m. Jednym z jej dopływów jest Świniobródka.
Rzeka ma dość szybki nurt, meandry, sztuczne progi i jazy w dolnym biegu.